# Северское водохранилище
Северское водохранилище (Северский пруд) — водохранилище на реке Северушке, в посёлке Северском (в составе города Полевского) Свердловской области России. Создано в 1738 году как заводской пруд Северского железоделательного завода. Источник производственного, хозяйственно-бытового водоснабжения и рекреационный водоём.

## География
Плотина расположена на реке Северушке, в 7 километрах от её устья, при впадении в неё реки Полевой. Водохранилище состоит из двух частей: северная, по прежнему руслу Северушки, и южная, по прежнему руслу Полевой. В приплотинной части эти рукава соединяются. В северный рукав водохранилища впадают в верховьях реки Гремиха и Зюзелка, в южный — Железянка. Восточный берег у плотины на 1,5 км укреплён насыпной дамбой. Берега в верховьях по Северушке заняты смешанным лесом, в низовьях у плотины городская застройка Северского. Верховья южной части пруда по Полевой находятся в промзоне Полевского. Между рукавами пруда на берегу гора Баженова.

## История
В начале 1730 годов в окрестностях посёлка Полевского были обнаружены богатые залежи железной руды. Вскоре после этого по распоряжению Канцелярии главного правления Сибирских, Казанских и Оренбургских заводов от 21 августа 1734 года, Василий Никитич Татищев выбрал место для строительства железоделательного завода, и 1 апреля 1735 года начались строительные работы.

## Морфометрия
Площадь водосбора — 167 км², площадь водной поверхности — 3,64 км², нормальный подпорный уровень —  339,2 м, полный объём — 12,5 млн.м³, полезный объём — 9 млн.м³. Максимальная высота плотины — 12 метров, отметка гребня плотины — 341 метр, длина —  170 метров. В государственном водном реестре площадь — 2,4 км², в Энциклопедии Свердловской области указана площадь — 3,0 к, а уровень воды — 339,9 метра.

## Данные водного реестра
По данным государственного водного реестра России, Северское водохранилище относится к Камскому бассейновому округу, водохозяйственный участок — Чусовая от истока до г. Ревды без реки Ревды (от истока до Новомариинского г/у), речной подбассейн — Бассейны притоков Камы до впадения Белой, речной бассейн — Кама.
Код объекта в государственном водном реестре — 10010100521411100002059.

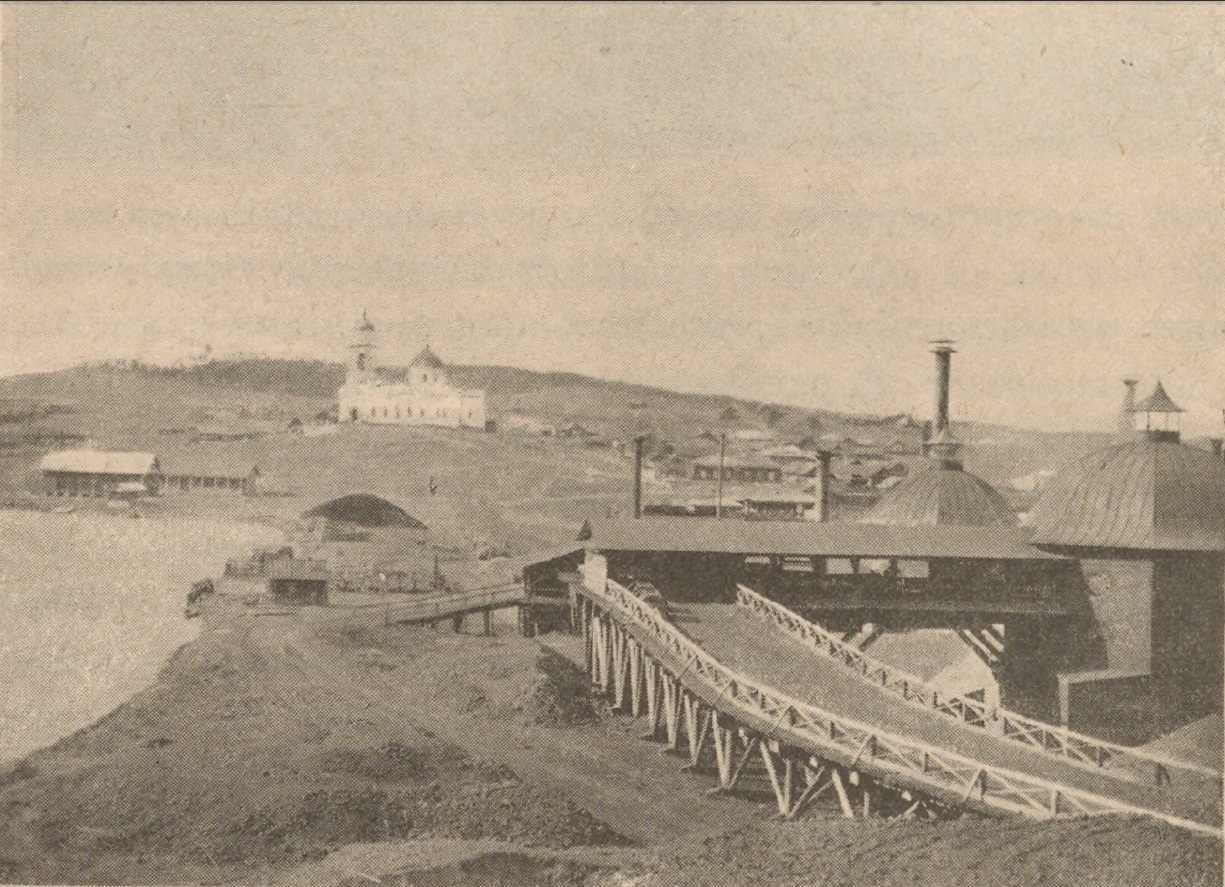
Вид на плотину (1886)
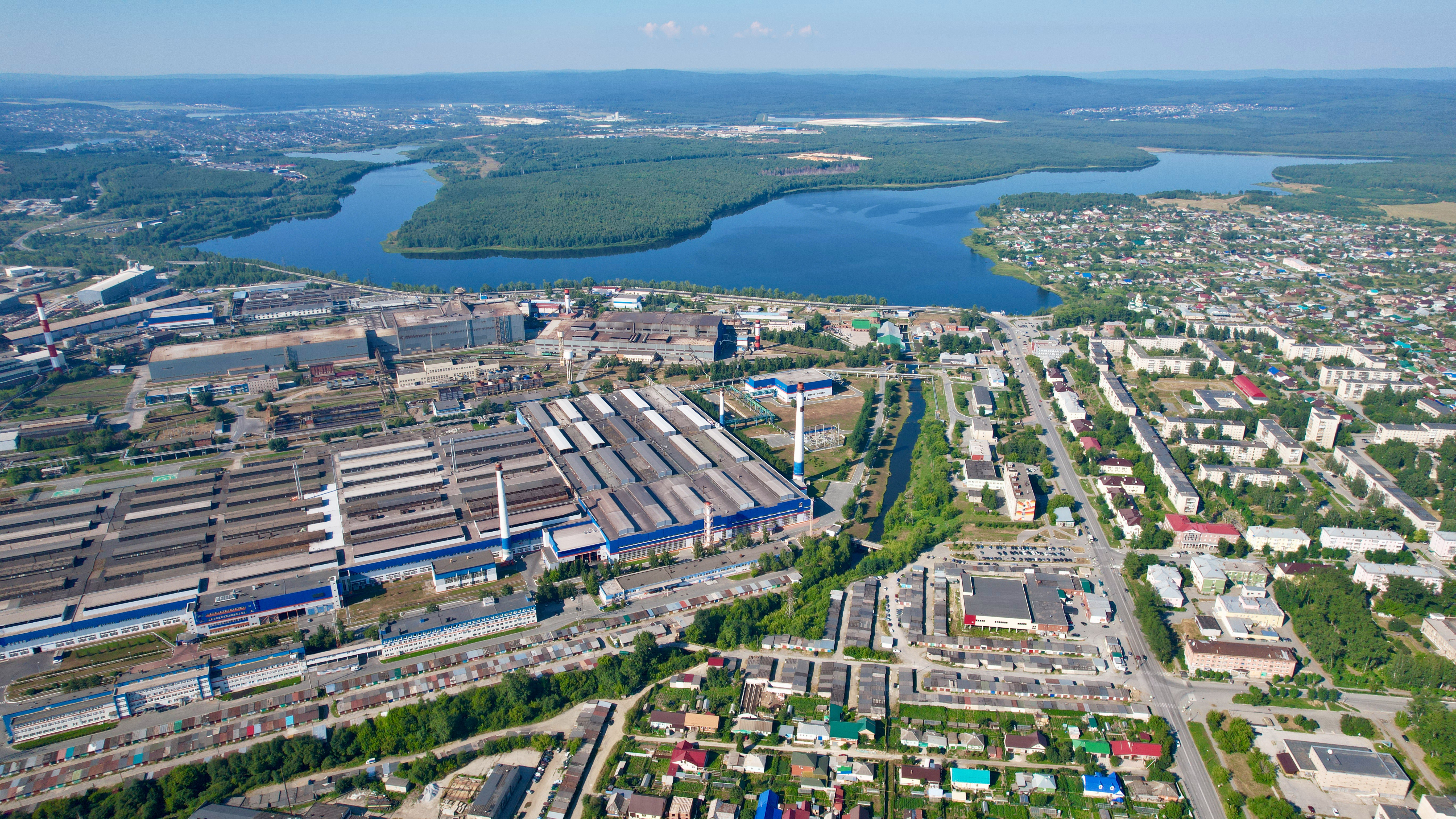
Вид на СТЗ и пруд
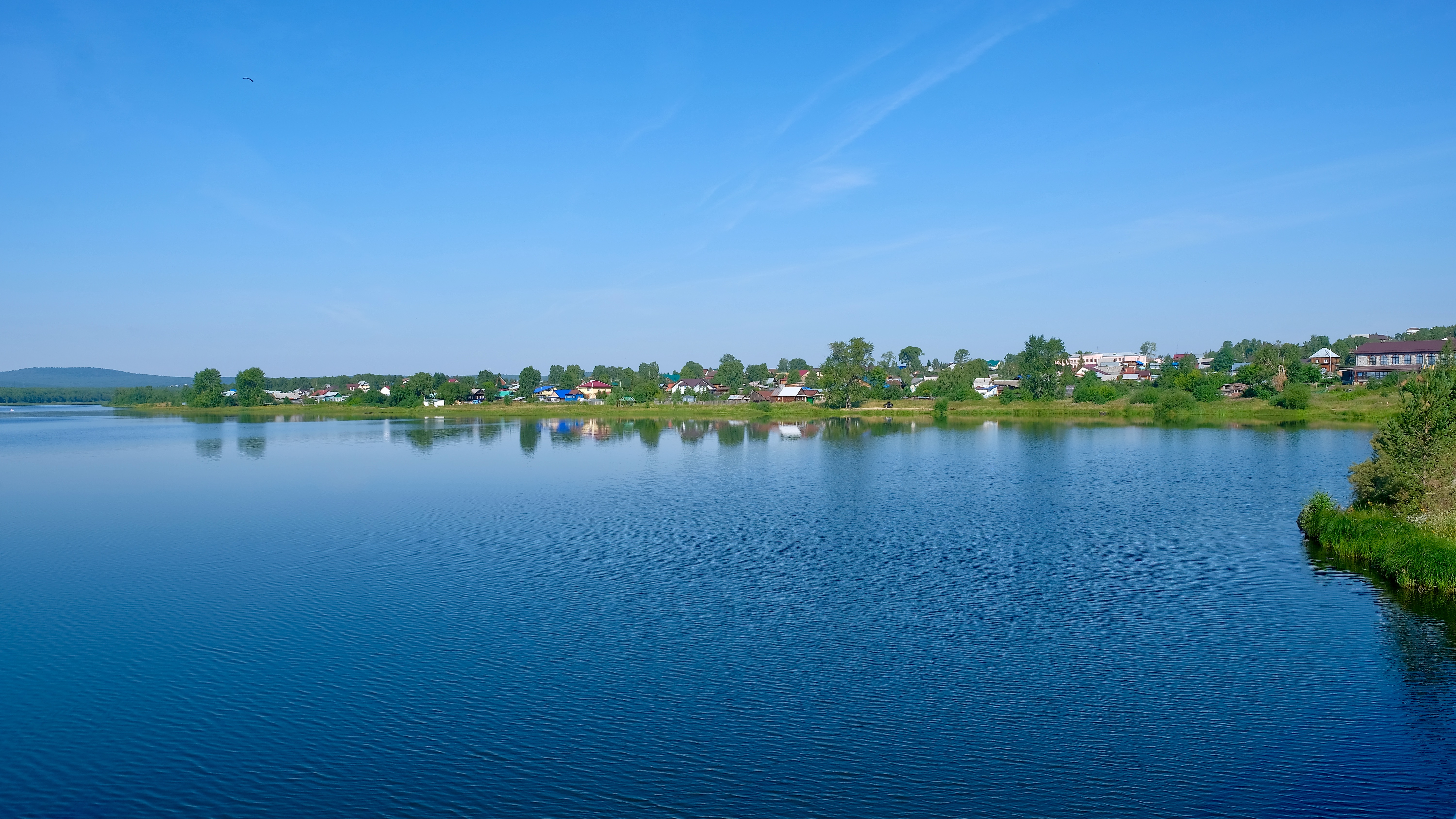
Восточная часть пруда
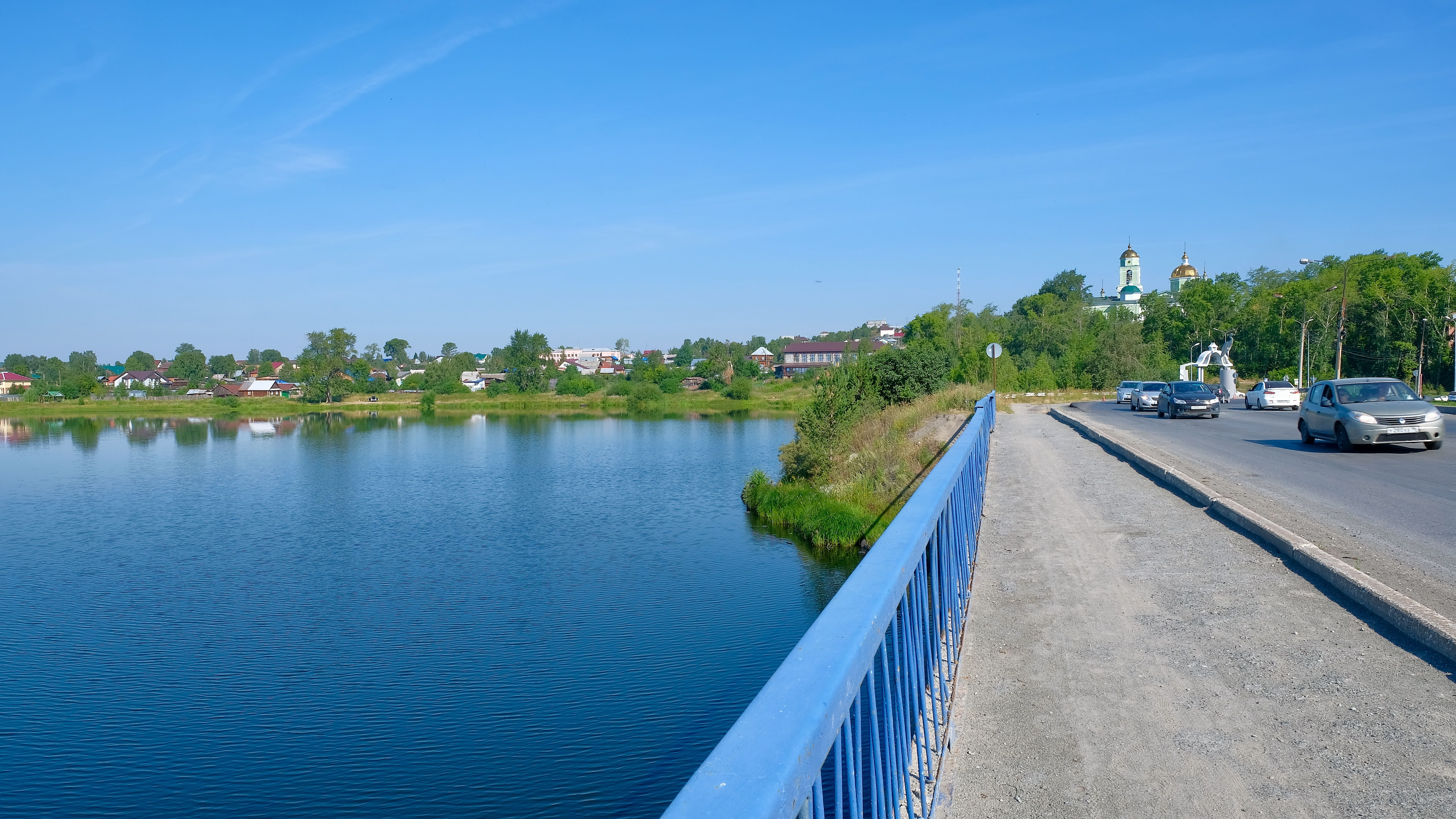
Плотина
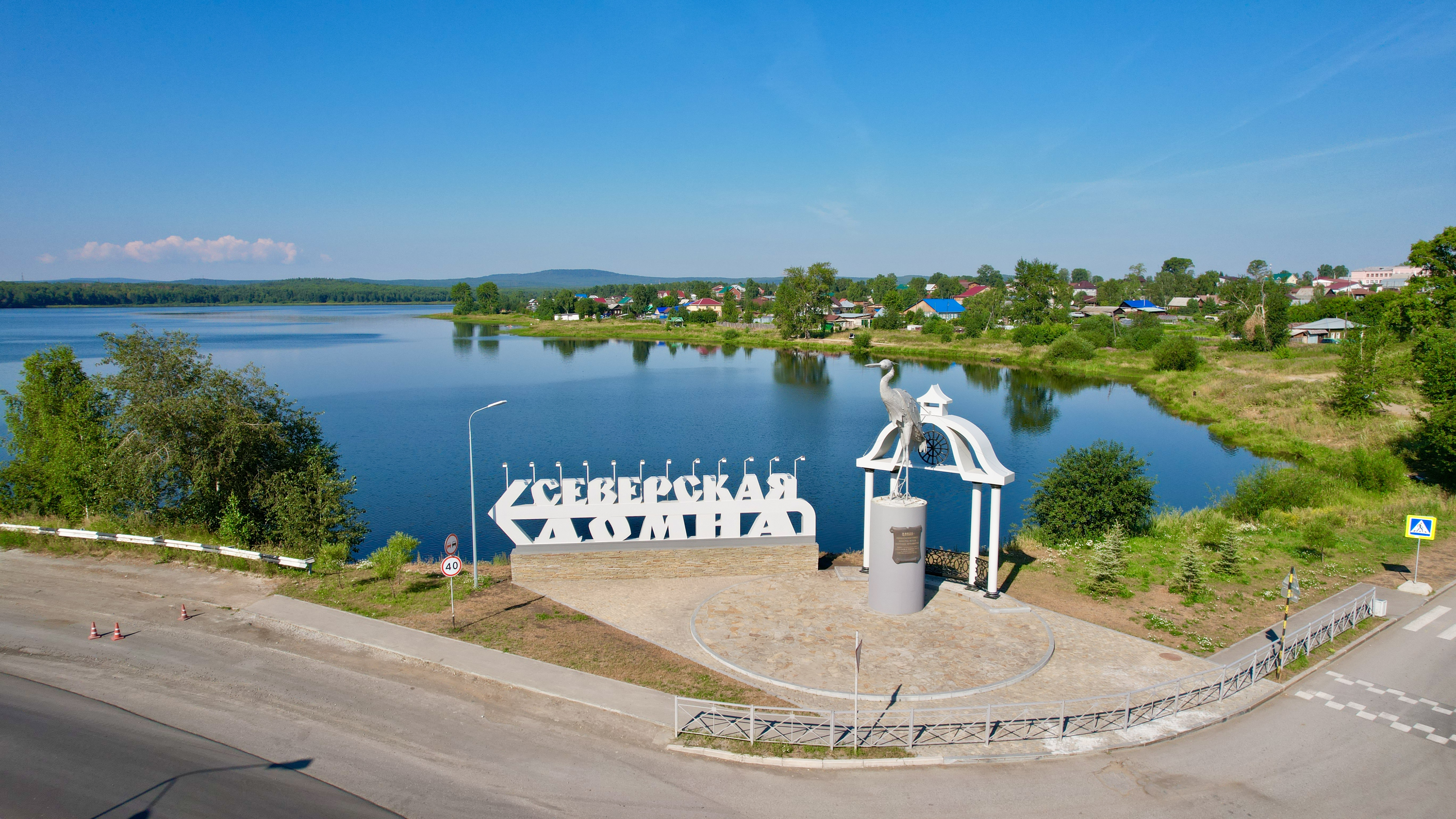
Стела музейного комплекса на плотине